# 滕辛·莱克佩尔
滕辛·莱克佩尔（英語：Tenzin Lekphell，1964年—），也译丹增·勒克费尔，不丹政治人物和前軍人。

## 经历
莱克佩尔拥有德里大学附属夏鲁伯希学院理学学士学位和英国伦敦大学理学硕士学位（农业经济学）。
毕业后，莱克佩尔服务于不丹王军，在1990年至1995年间以中尉军衔担任民兵军官。此后，他进入不丹公务员系统，服务于1994年至2007年。他于1999年至2007年担任劳动和人力资源部首席劳工官员，并于1994年至1998年担任农业部规划官员。辞职后他参加了2013年和2018年的民主选举。作为创始领导人和秘书长，莱克佩尔随后成为不丹第三大政党不丹統一黨的顾问和执行委员。
2020年，不丹政府提名莱克佩尔为下一任環孟加拉灣多領域技術暨經濟合作倡議秘书长，任期三年，接替完成任期的孟加拉籍秘书长M·沙希德·伊斯兰。2020年11月6日至2023年11月5日担任環孟加拉灣多領域技術暨經濟合作倡議第三任秘书长。

## 个人生活
莱克佩尔会说流利的英语、印地语和尼泊尔语，能够理解孟加拉语。